# Urueña
Urueña é um município da Espanha na província de Valladolid, comunidade autónoma de Castela e Leão, de área 44,04 km² com população de 223 habitantes (2007) e densidade populacional de 4,84 hab/km².
Foi declarada conjunto histórico artístico em 1975. Desde 2007 é, também, vila do livro, com 12 livrarias e estabelecimentos ligados ao livro e à literatura.
Pertence à rede das Aldeias mais bonitas de Espanha.

## Demografia
| Variação demográfica do município entre 1991 e 2004 | Variação demográfica do município entre 1991 e 2004 | Variação demográfica do município entre 1991 e 2004 | Variação demográfica do município entre 1991 e 2004 |
| --------------------------------------------------- | --------------------------------------------------- | --------------------------------------------------- | --------------------------------------------------- |
| 1991                                                | 1996                                                | 2001                                                | 2004                                                |
| 230                                                 | 204                                                 | 212                                                 | 213                                                 |

## Património
- Presume-se ter o conjunto amuralhado mais bem conservado de toda a província de Valhadolid, medieval, do século XIII;
- Castelo do século XI;
- Uma ermida no vale, extramuros, belo exemplo de românico lombardo.